# Salto con gli sci ai XV Giochi olimpici invernali
Nel salto con gli sci ai XV Giochi olimpici invernali furono disputate tre gare, tutte riservate agli atleti di sesso maschile. Per la prima volta fu inserita nel programma olimpico la gara a squadre, già inserita in quello iridato dall'edizione del 1982.

## Risultati

### Trampolino normale
La gara dal trampolino normale si disputò il 14 febbraio sul trampolino olimpico K70 e parteciparono 58 atleti, che effettuarono due salti con valutazione della distanza e dello stile.
| Posizione | Atleta           | Nazione        | Punti |
| --------- | ---------------- | -------------- | ----- |
| 1         | Matti Nykänen    | Finlandia      | 229,1 |
| 2         | Pavel Ploc       | Cecoslovacchia | 212,1 |
| 3         | Jiří Malec       | Cecoslovacchia | 211,8 |
| 4         | Miran Tepeš      | Jugoslavia     | 211,2 |
| 5         | Jiří Parma       | Cecoslovacchia | 203,8 |
| 6         | Heinz Kuttin     | Austria        | 199,7 |
| 7         | Jari Puikkonen   | Finlandia      | 199,1 |
| 8         | Staffan Tällberg | Svezia         | 198,1 |
| 9         | Jens Weißflog    | Germania Est   | 196,6 |
| 10        | Piotr Fijas      | Polonia        | 195,4 |

### Trampolino lungo
La gara dal trampolino lungo si disputò il 23 febbraio sul trampolino olimpico K90 e parteciparono 55 atleti, che effettuarono due salti con valutazione della distanza e dello stile.
| Posizione | Atleta           | Nazione        | Punti |
| --------- | ---------------- | -------------- | ----- |
| 1         | Matti Nykänen    | Finlandia      | 224,0 |
| 2         | Erik Johnsen     | Norvegia       | 207,9 |
| 3         | Matjaž Debelak   | Jugoslavia     | 207,7 |
| 4         | Thomas Klauser   | Germania Ovest | 207,7 |
| 5         | Pavel Ploc       | Cecoslovacchia | 204,1 |
| 6         | Andreas Felder   | Austria        | 203,9 |
| 7         | Horst Bulau      | Canada         | 197,6 |
| 8         | Staffan Tällberg | Svezia         | 196,6 |
| 9         | Matjaž Zupan     | Jugoslavia     | 195,8 |
| 10        | Miran Tepeš      | Jugoslavia     | 194,8 |

### Gara a squadre
La gara a squadre si disputò il 24 febbraio sul trampolino olimpico K90 e parteciparono 11 squadre nazionali, che effettuarono due salti con valutazione della distanza e dello stile. Ogni squadra era composta da quattro atleti; ai fini del punteggio venivano conteggiati i tre migliori salti di ogni serie.
| Posizione | Nazione        | Atleti                                                                    | Punti |
| --------- | -------------- | ------------------------------------------------------------------------- | ----- |
| 1         | Finlandia      | Ari-Pekka Nikkola Matti Nykänen Tuomo Ylipulli Jari Puikkonen             | 634,4 |
| 2         | Jugoslavia     | Primož Ulaga Matjaž Zupan Matjaž Debelak Miran Tepeš                      | 625,5 |
| 3         | Norvegia       | Ole Christian Eidhammer Jon Inge Kjørum Ole Gunnar Fidjestøl Erik Johnsen | 596,1 |
| 4         | Cecoslovacchia | Ladislav Dluhoš Jiří Malec Pavel Ploc Jiří Parma                          | 586,8 |
| 5         | Austria        | Ernst Vettori Heinz Kuttin Günther Stranner Andreas Felder                | 577,6 |
| 6         | Germania Ovest | Andreas Bauer Peter Rohwein Thomas Klauser Josef Heumann                  | 559,0 |
| 7         | Svezia         | Per-Inge Tällberg Anders Daun Jan Boklöv Staffan Tällberg                 | 539,7 |
| 8         | Svizzera       | Gérard Balanche Christoph Lehmann Fabrice Piazzini Christian Hauswirth    | 516,1 |
| 9         | Canada         | Horst Bulau Steve Collins Todd Gillman Ron Richards                       | 497,2 |
| 10        | Stati Uniti    | Ted Langlois Mark Konopacke Dennis McGrane Mike Holland                   | 496,8 |

## Medagliere per nazioni
| Posizione | Nazione        | Oro | Argento | Bronzo | Totale |
| --------- | -------------- | --- | ------- | ------ | ------ |
| 1         | Finlandia      | 3   | 0       | 0      | 3      |
| 2         | Cecoslovacchia | 0   | 1       | 1      | 2      |
|           | Jugoslavia     | 0   | 1       | 1      | 2      |
|           | Norvegia       | 0   | 1       | 1      | 2      |